# Ісаченко Борис Валентинович
Борис Валентинович Ісаченко  (рос. Борис Валентинович Исаченко, 26 грудня 1958) — радянський лучник, олімпійський медаліст.

## Виступи на Олімпіадах
| Олімпіада   | Дисципліна | Місце |
| ----------- | ---------- | ----- |
| Москва 1980 | особисті   | 2     |